# قط يورك شيكولاتة

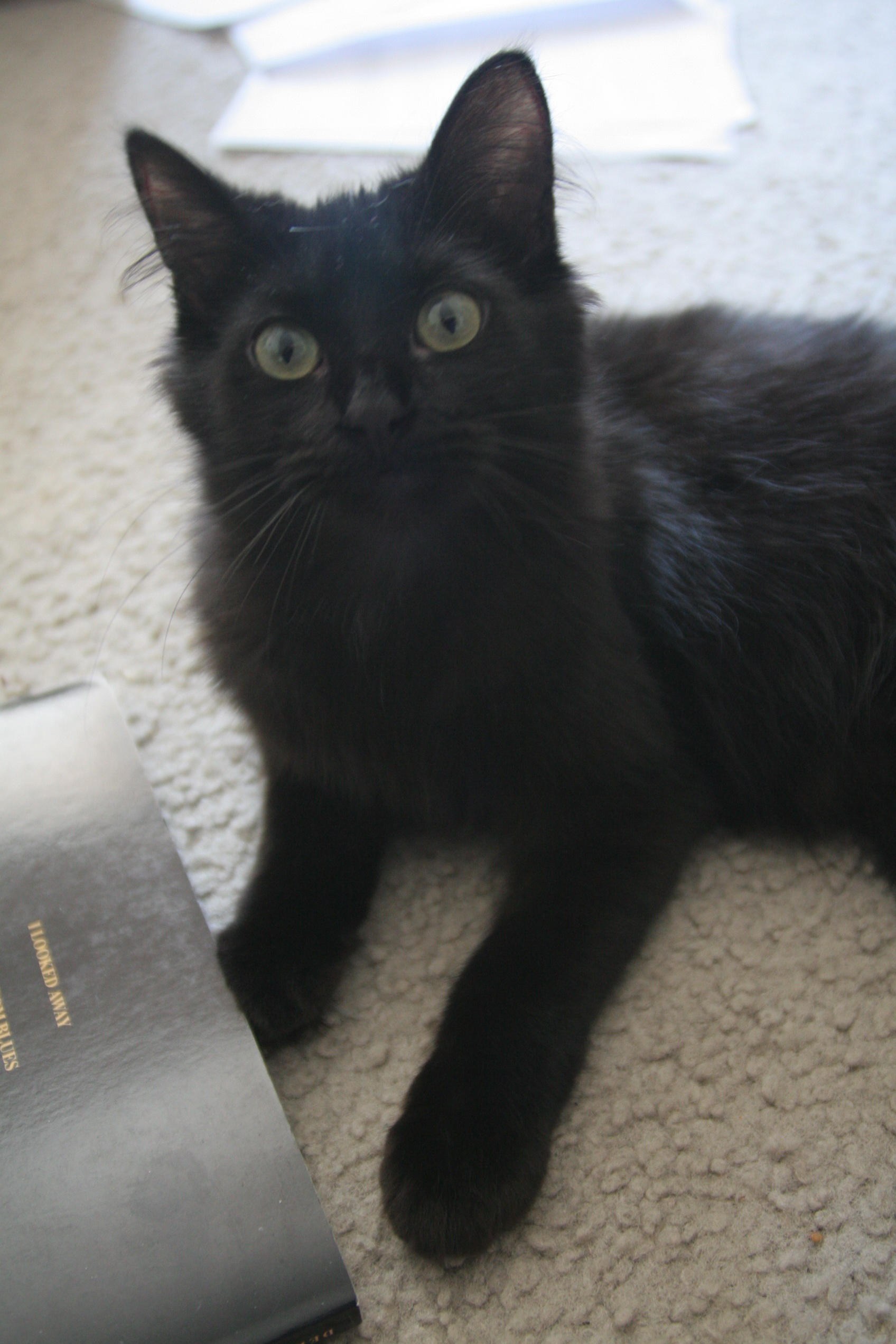

قط أوسي (بالإنجليزية: York Chocolate Cat)‏ ، هو سلالة قطط أمريكية جديدة من قطط ذات نسب (بالإنجليزية: pedigree cat)‏ وله فرو طويل ورقيق وذيل مدبب وأغلب لونها أو كله بلون الشوكولاتة البني.